# Pelagonio
Pelagonio (in latino Pelagonius; fl. IV secolo) è stato uno zoologo e scrittore romano, vissuto nel IV secolo d.C..
Pelagonio scrisse l'Ars veterinaria, in parte basata su quella di Columella, e a sua volta usata come fonte da Vegezio. L'opera di Pelagonio, databile fra il 350 e il 400, è articolata in trentadue epistole, indirizzate a destinatari diversi, nelle quali è trattata la cura dei cavalli. Fu tradotta in greco in età bizantina. Di tale traduzione greca sono giunti fino a noi ampi estratti confluiti nelle raccolte bizantine di medicina veterinaria.